# Breakaway (album)
Breakaway este al doilea album lansat de interpreta de muzică pop de origine americană Kelly Clarkson. Albumul Breakaway reprezintă o alta Kelly Clarkson care în album se distanțează de latura sa energică, albumul primind puternice influențe rock.
Distanțându-se de imaginea pe care și-a făcut-o prin intermediul emisiunii American Idol, Kelly a  preluat controlul producerii celui de-al doilea album al său, aducând mult mai multe elemente rock, care i-au schimbat și imaginea. Acesta este intitulat Breakaway și a fost lansat în ultima parte a anului 2004. În prima săptămână de la lansare acesta a avut vânzări relativ mai slabe decât Thankful. Extrasele pe single au menținut albumul în top Billboard 2000 pe o perioadă de un an, fiind unul dintre cele patru albume care au reușit această performanță. Datorită acestui succes, Breakaway a fost certificat cu cinci discuri de platină în S.U.A. și Canada. Un sondaj făcut în 2007 a estimat vânzările obținute de către acest album la cifra de 11 milioane de exemplare.
Kelly a contribuit în mod direct la producerea albumului Breakaway, colaborând cu textieri de renume ( Ben Moody și David Hodges). Cel de-al doilea album al lui Kelly a primit recenzii diferite, fiind descris de către revista Rolling Stone ca unul în care ea (Clarkson) adoptă partea sa rock mult mai mult decât cea pop, care a ajutat-o să câștige American Idol. TeenInk au remarcat vocea puternică a lui Kelly  și au primit cu entuziasm schimbarea sa de imagine și stil.
Melodia Gone nu a fost niciodată un single oficial în America de Nord, dar din pricina difuzării intense la posturile de radio ea a intrat în top U.S. TOP 40 și în Pop 100 a câștigat poziția cu numărul șaptezeci și șapte. O versiune în limba spaniolă a acestei melodii a fost înregistrată de către formația mexicană RBD și inclusă ca și bonus pe albumul lor în limba engleză.
Pentru a promova Breakaway, Clarkson a apărut în cadrul câtorva emisiuni televizate din america: Saturday Night Live, The Oprah Winfrey Show și The View.
În vara anului 2006, Brianne a înregistrat o melodie intitulată Go care este folosită în prezent în campania „Mișcări Îndrăznețe”, inițiată de compania Ford Motor Co.

## Lista pieselor
| Breakaway – Varianta standard |                                |                                                |                           |         |  |
| Nr.                           | Titlu                          | Autor(i)                                       | Producători(s)            | Lungime |  |
| 1.                            | „Breakaway”                    | Matthew Gerrard Bridget Benenate Avril Lavigne | John Shanks               | 3:57    |  |
| 2.                            | „Since U Been Gone”            | Max Martin Lukasz "Dr. Luke" Gottwald          | Martin Dr. Luke           | 3:12    |  |
| 3.                            | „Behind These Hazel Eyes”      | Kelly Clarkson Martin Gottwald                 | Martin Dr. Luke           | 3:18    |  |
| 4.                            | „Because of You”               | Clarkson David Hodges Ben Moody                | Hodges Moody              | 3:39    |  |
| 5.                            | „Gone”                         | Kara DioGuardi Shanks                          | Shanks                    | 3:27    |  |
| 6.                            | „Addicted”                     | Clarkson Hodges Moody                          | Hodges Moody              | 3:57    |  |
| 7.                            | „Where Is Your Heart”          | Chantal Kreviazuk Clarkson DioGuardi           | Raine Maida Kreviazuk     | 4:39    |  |
| 8.                            | „Walk Away”                    | Kreviazuk Maida DioGuardi Clarkson             | Maida DioGuardi Kreviazuk | 3:08    |  |
| 9.                            | „You Found Me”                 | DioGuardi Shanks                               | Shanks                    | 3:39    |  |
| 10.                           | „I Hate Myself for Losing You” | DioGuardi Jimmy Harry Shep Solomon             | Clif Magness              | 3:20    |  |
| 11.                           | „Hear Me”                      | Clarkson DioGuardi Magness                     | Magness                   | 3:56    |  |
| 12.                           | „Beautiful Disaster” (Live)    | Matthew Wilder Rebekah Jordan                  |                           | 4:34    |  |
| Lungime totală:               | Lungime totală:                | Lungime totală:                                | Lungime totală:           | 44:47   |  |